# Islam à La Réunion

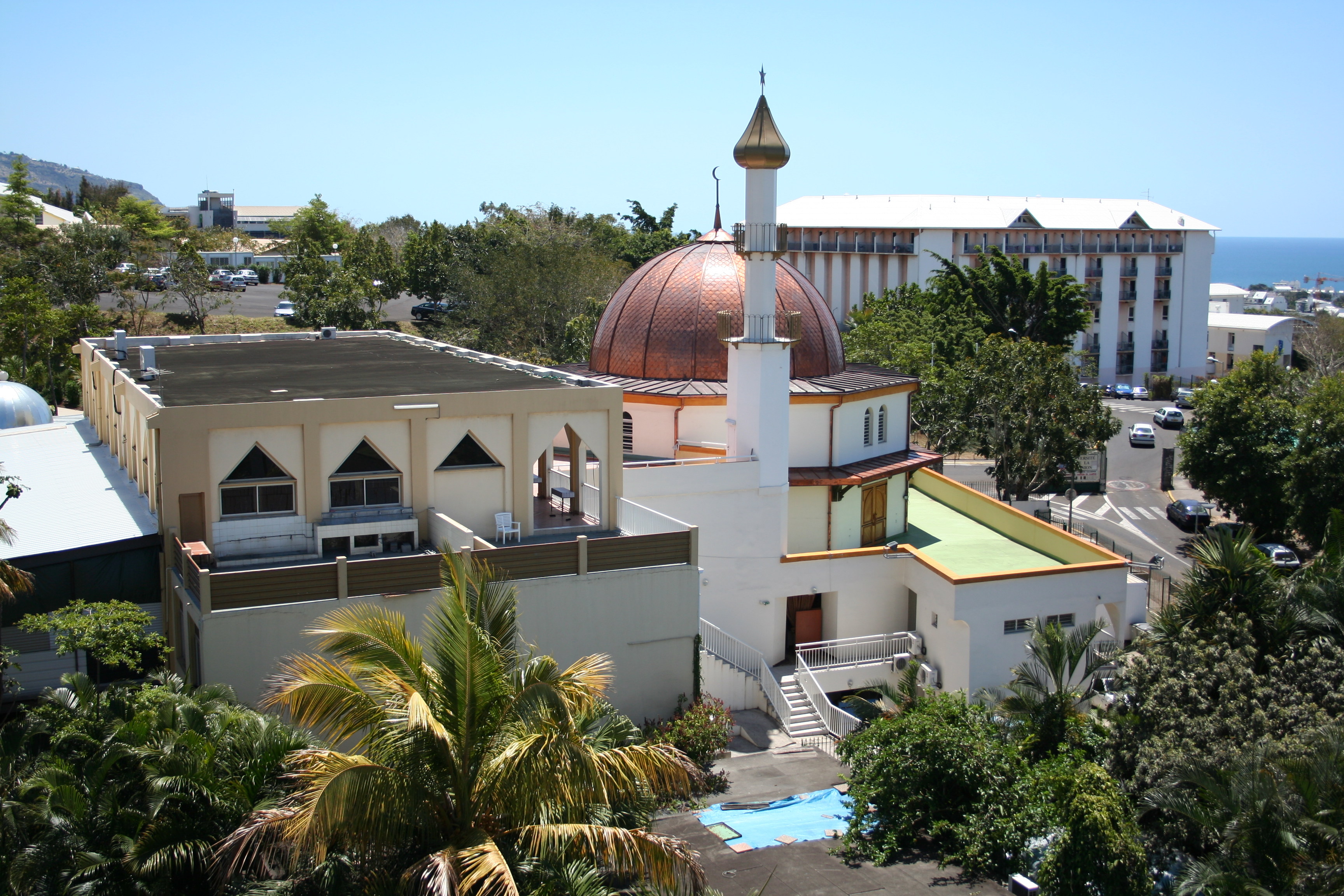
La mosquée du Moufia, construite et inaugurée dans les années 2000.

L'islam à La Réunion est une religion présente dans ce département d'outre-mer dans le sud-ouest de l'océan Indien. Elle dispose de la plus vieille mosquée existant actuellement dans un département français, la mosquée Noor-e-Islam à Saint-Denis. Elle a été importée d'Inde par les engagés du Gujarat arrivés sur l'île à compter du XIXe siècle. Une autre communauté musulmane s'est installé sur l'île plus récemment, les mahorais et comoriens.